# Forêt nationale de Saracá-Taquera
La forêt nationale de Saracá-Taquera (portugais : Floresta Nacional de Saracá-Taquera) est une forêt nationale brésilienne. Elle se situe dans la région Nord, dans l'État du Pará.
Le parc fut créé en 1989 et couvre une superficie de 441 282,63 hectares.
Il s'étend sur le territoire de la municipalité de Terra Santa.